# Červené Janovice (zámek)
Červené Janovice jsou barokní zámek ve stejnojmenné obci v okrese Kutná Hora ve východní části Středočeského kraje, který vznikl v letech 1650–1660 přestavbou renesanční tvrze. Přestavbu uskutečnil italský architekt Carlo Brettani, autor výzdoby Českého Šternberku. Zámek je chráněn jako kulturní památka.

## Historie
Renesanční tvrz, která zde původně stála, pocházela z přelomu 16. a 17. století a vlastnili ji Kolovraté. Vznikla přestavbou z blatné tvrze ze 14. století, která patřila Janovickým ze Soutic.[zdroj⁠?!] V červenci roku 1446 se na tvrzi opevnil a před vojskem krajského hejtmana Mikuláše Trčky z Lípy bránil husitský hejtman Ondřej Keřský z Řimovic. Při pokusu o útěk byl zajat a popraven.
Z blatné tvrze se zachovaly zbytky příkopu. Původně se zámek jmenoval jen Janovice, přívlastek Červené získal až po roce 1715.
Roku 1551 se na zámku narodil Václav Budovec z Budova, přední z 27 českých pánů popravených na Staroměstském náměstí za účast na stavovském povstání. Po Budovcích z Budova vlastnili Janovice Kolovratové. Z nich Felix Novohradský z Kolovrat byl zabit v souboji s Mikulášem Dačickým z Heslova. Příslušníkům různých linií Kolovratů patřilo panství do roku 1646, kdy je Zbyněk Leopold Libštejnský z Kolovrat prodal Aleně Markétě Obytecké z Obytec, rozené Bechyňové z Lažan. Její manžel Litmír Viduna Obytecký nechal v letech 1650–1660 postavit raně barokní zámek s čtyřkřídlou dispozicí a uzavřeným nádvořím s kašnou. Na přestavbě zámku se podílel italský štukatér Carlo Brentani, který souběžně pracoval na nedalekém Českém Šternberku. Obytečtí z Obytec obývali zámek po tři generace a prodali jej v roce 1715. Po krátké epizodě hrabat z Thürheimu přešlo panství s devíti vesnicemi do majetku města Kutné Hory (1724). Zámek byl využíván jako administrativní budova, špitál, pivovar, lihovar, později hospoda a byty.

## Novodobé dějiny
Rozsáhlé plány ze 70. let 20. století, které jej měly změnit v kulturně-společenské centrum, se neuskutečnily stejně jako plány na jeho využívání jako školy v přírodě. V roce 2002 zámek koupil Richard Cortés a nechal zavést elektřinu a vodu do prvního patra. Pak však stavba dál chátrala.
V roce 2010 byl zámek na prodej za 5,5 milionů korun.

## Další fotografie

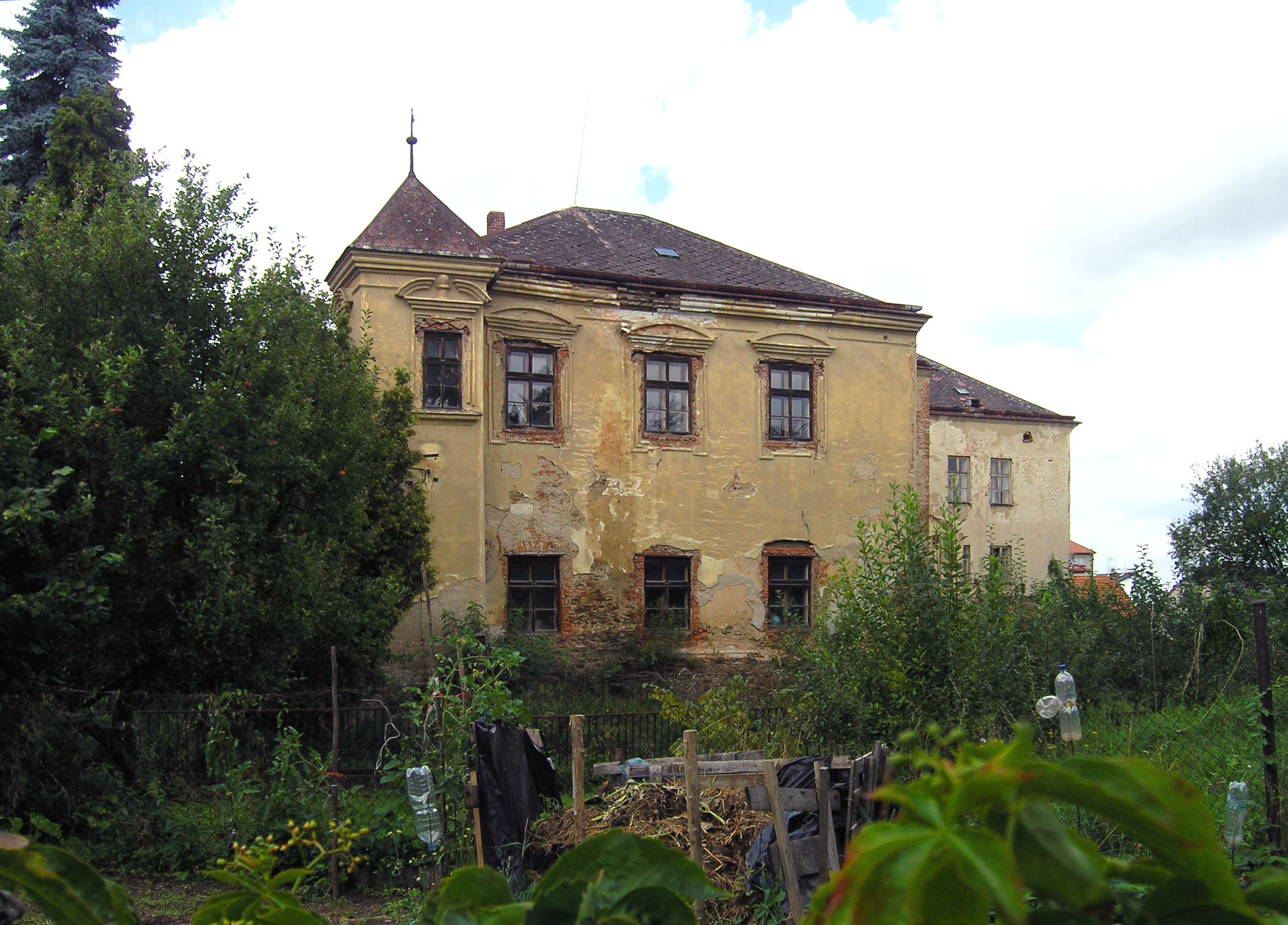
Východní pohled
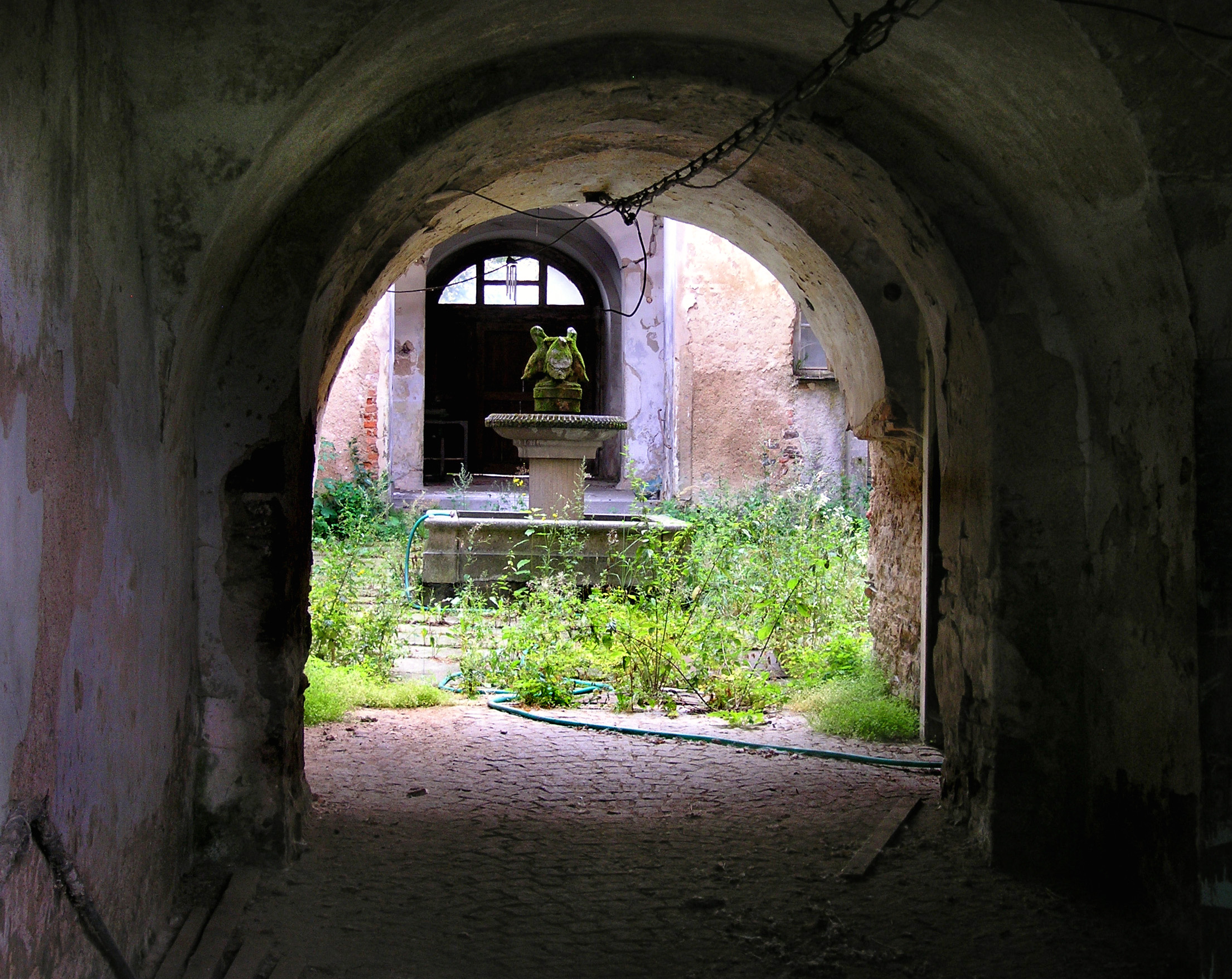
Nádvoří
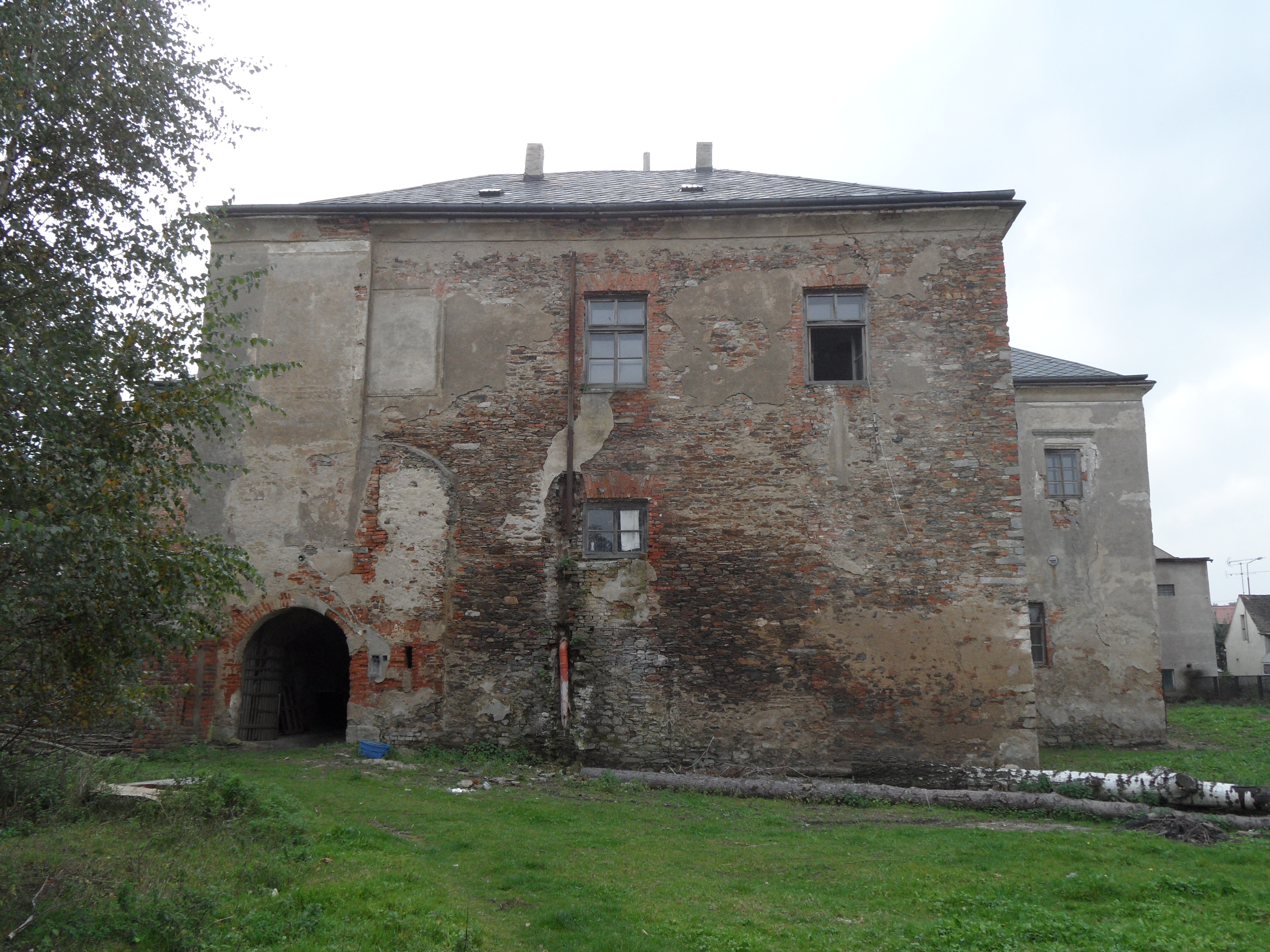
Severní pohled (ze zahrady)
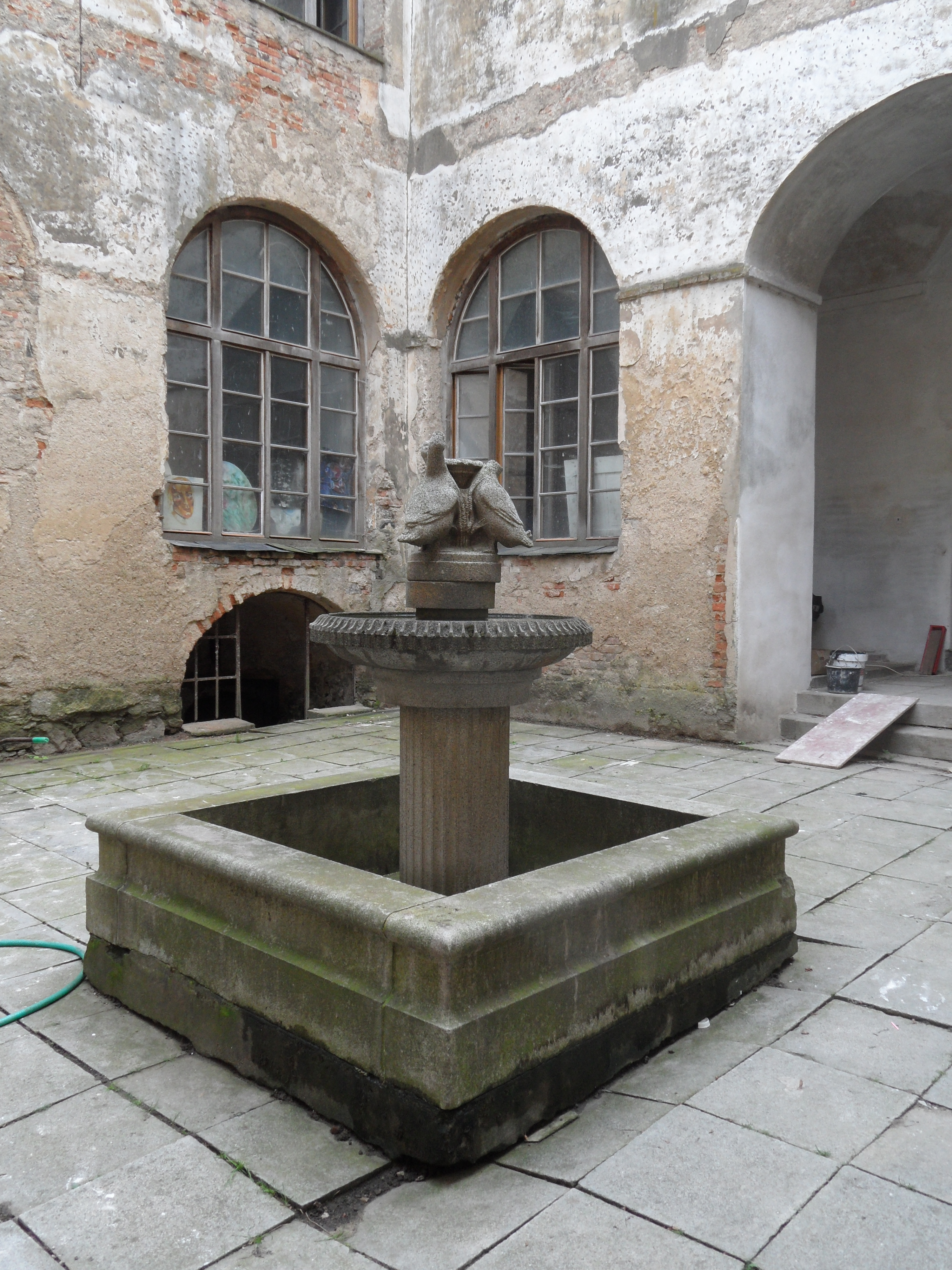
Nádvoří s kašnou
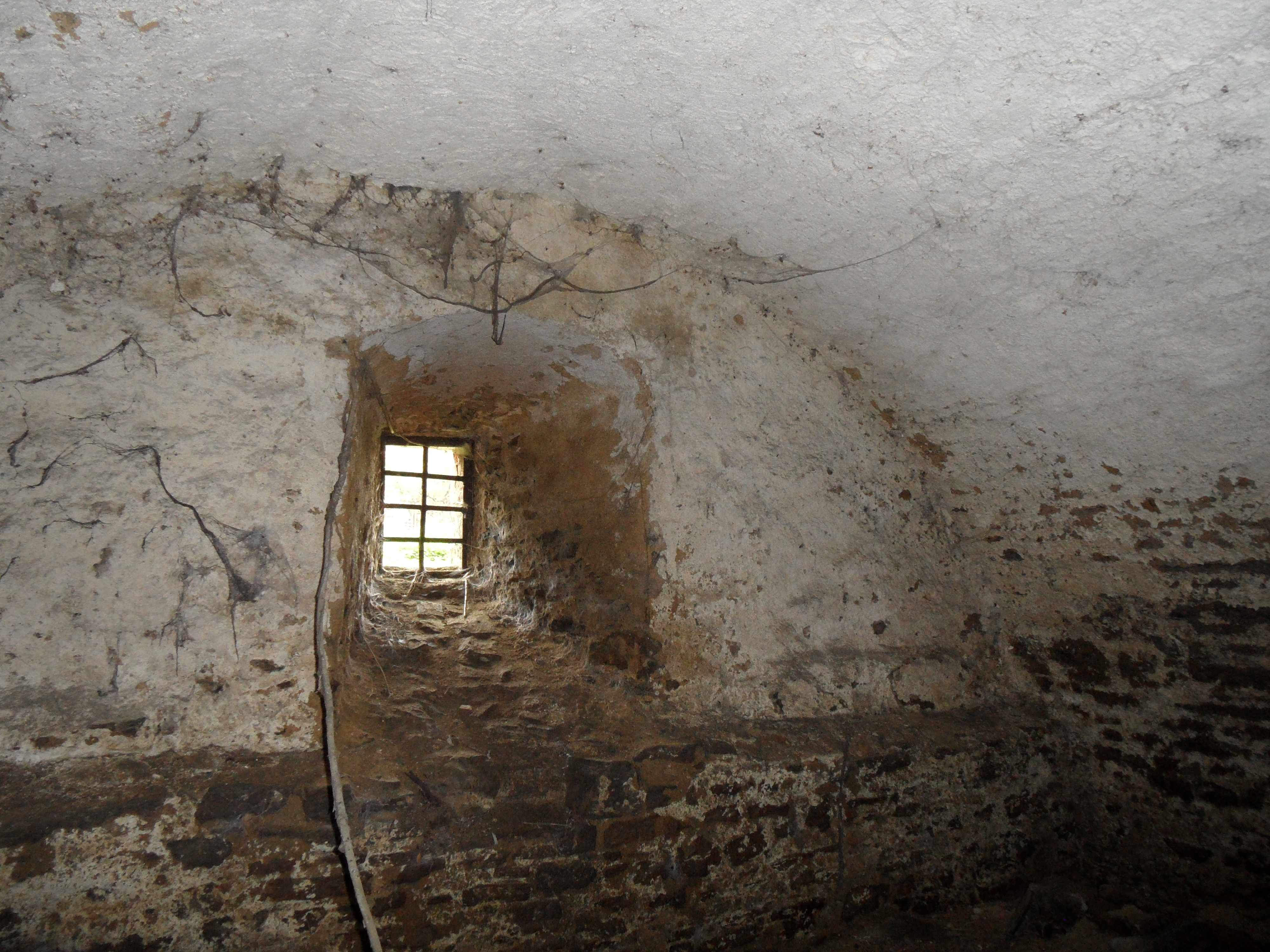
Sklepení, převážně původní